# 南馬河 (中國)
南馬河，位於中國雲南西南邊境，主流長40公里，主要流域在孟連傣族拉祜族佤族自治縣的勐馬鎮境內。南馬河發源於中缅边境臘福大黑山（昂郎山），由南向北流經臘福大寨、中寨臘福水庫至勐馬壩，轉向西南，經芒海，流至勐阿入南卡江，全長40公里。
南馬河有豐富的水力資源，2001年完工啟用的臘福水庫位於南馬河上游，為孟連縣最大的以防洪、排涝及农灌为主的中型水库。